# Louis Garin
Louis Garin né le 23 juin 1888 à Rennes (Ille-et-Vilaine) et mort le 13 octobre 1959 à Val-d'Izé (Ille-et-Vilaine) est un peintre et illustrateur français.

## Biographie
Louis Garin est né dans une famille modeste dont le père est cheminot. Il travaille avec son père à la Compagnie des chemins de fer de l'Ouest jusqu'en 1935. Il s'inscrit aux cours du soir de l'école régionale des beaux-arts de Rennes. Louis Garin se marie et devient père de famille. Il peint à ses heures de loisirs et pendant ses congés. Illustrateur et peintre de paysages et de sujets lyriques, il est réputé pour ne peindre que la région bretonne. En 1922, il expose au Salon de la Société nationale des beaux-arts.
Entre 1928 et 1938, il travaille pour la Manufacture de la Grande Maison de la Hubaudière, dite « H.B », à Quimper, notamment en compagnie du sculpteur René Quillivic et des peintres Alphonse Chanteau (1874-1958) et Georges Brisson (1902-1980), Georges Renaud (1901-1994), Paul Fouillen (1899-1958), et le Toulousain René Beauclair (1877-1960), ceci pendant la pleine productivité de la marque « Odetta » (Les Ateliers de l'Odet).
En 1935, il participe à la décoration de la salle de jeux de la classe tourisme du paquebot Normandie. À cette même époque, il quitte son emploi de cheminot pour devenir peintre à temps complet après avoir reçu la commande de la décoration de l'église Sainte-Thérèse de Rennes.
Il conçoit le décor du pavillon breton de l'Exposition universelle de 1937 à Paris. Pendant la Seconde Guerre mondiale, il trouve refuge à Landavran, où il décore les murs de l'église.
Réfugié pendant la Seconde Guerre mondiale à Landavran, il peint deux toiles pour l'église paroissiale
Il peint également de nombreux décors de restaurants, dont Le Menach au Bono, l'hôtel Du Guesclin à Rennes, Manche-Océan à Vannes, l'hôtel Bellevue à Trébeurden ainsi que dans quelques églises comme Saint-Joseph à La Trinité-sur-Mer, ou l'église Saint-Lézin à La Chapelle-Janson en 1959, quelques mois avant sa mort.
Il travaille également pour la faïencerie de Sarreguemines, pour laquelle il réalise des services de table à décors bretons.
Il meurt à Val d'Izé le 13 octobre 1959.

## Œuvres dans les collections publiques
- La Chapelle-Janson : décoration du chœur en peinture, 1959.
- Landavran, église : L'Éducation de la Vierge et Sainte-Philomène, 1940, fresques[1].
- Rennes :
  - ancien siège du journal Ouest-France :
    - Danses bretonnes, peinture murale du plafond à caisson de la salle des dépêches ;
    - Adieu des marins à leur famille avant le départ pour le cap Horn, huile sur toile marouflée[3],[4].

  - église Sainte-Thérèse : fresques au tympan de la coupole, au plafond de la coupole et chemin de croix, 1935[1].
  - hôtel Du Guesclin : 
    - Le Chemin du Pardon, 1922, peinture murale[1] ;
    - La Rivière, La Danse et La Chanson du Cidre, 1922, fresques dans la salle à manger[1] ;

  - musée des Beaux-Arts :
    - Un jour de Pardon, 1932, pastel[5] ;
    - Le Défilé, gouache, sur carton[6] ;
    - La Route goudronnée, avant 1933, huile sur toile[1] ;
    - Portrait du curé de Toussaints, huile sur toile[7].
- Saint-Étienne-en-Coglès, église Saint-Étienne : peintures murales[8].
- Val d'Izé, église Saint-Étienne.
- Vannes, mairie, salle du conseil municipal : Les Vénètes, peinture murale[1].
- Vitré, église Saint-Martin, chapelle Notre-Dame de Grâce : le pourtour de cette chapelle est orné de peintures murales sur les thèmes de L'Adoration des mages, de L'Adoration des bergers et de la Piéta, 1957, trois panneaux horizontaux et un vertical au centre, surmontés de quatre médaillons[9],[10].

## Illustrations
- Édouard Nignon, Le livre de cuisine de l'Ouest-Eclair, illustrations de Louis Garin, L'Ouest-Éclair, Rennes, 1924,  368 p., réédition 1928.
- Frédéric Le Guyader, La Chanson du Cidre, 60 dessins de Louis Garin, gravés sur bois par Pierre Guillemet et Louis-Joseph Soulas, Éditions La Bretagne Touristique, 1925, 270 p.
- La Bretagne Touristique[1].
- Ouest-Éclair[1].
- La Vie Rennaise[1].

## Salons et expositions
- Salon de la Société nationale des beaux-arts :
  - 1922 : Le Mois de Marie, gouache sur carton[1] ;
  - 1923 : Enterrement à Penmarc'h, huile sur toile[1].
- 1929 : galerie Bagge, Paysages et figures[1].

## Hommage
Une rue Louis Garin lui rend hommage à Rennes.

### Sources bibliographiques
- Dictionnaire Bénézit.
- Denise Delouche, G. Souet-Monnier, Philippe Théallet, Louis Garin (1888-1959), artiste de la Bretagne, Éditions Terre de Brume, 2000  (ISBN 2843621062).
- Gwenaela Souet-Monnier, Louis Garin, maîtrise d'université soutenue en 1993 (éditeur ?)[réf. nécessaire]
- Isabelle Baguelin, « Louis Garin et le décor peint de l'église Sainte-Thérèse-de-l'Enfant-Jésus à Rennes » in: Christian Davy, Didier Jugan, Christine Leduc-Gueye, Christine Jablonski, Cécile Oulhen, Peintures monumentales de Bretagne, Presses universitaires de Rennes, 2021, pp. 297-305  (ISBN 978-2-7535-8082-4).